# Neargyractis
Neargyractis é um gênero de mariposa pertencente à família Crambidae.